# カール・ヴィルヘルム・ハーン (画家)

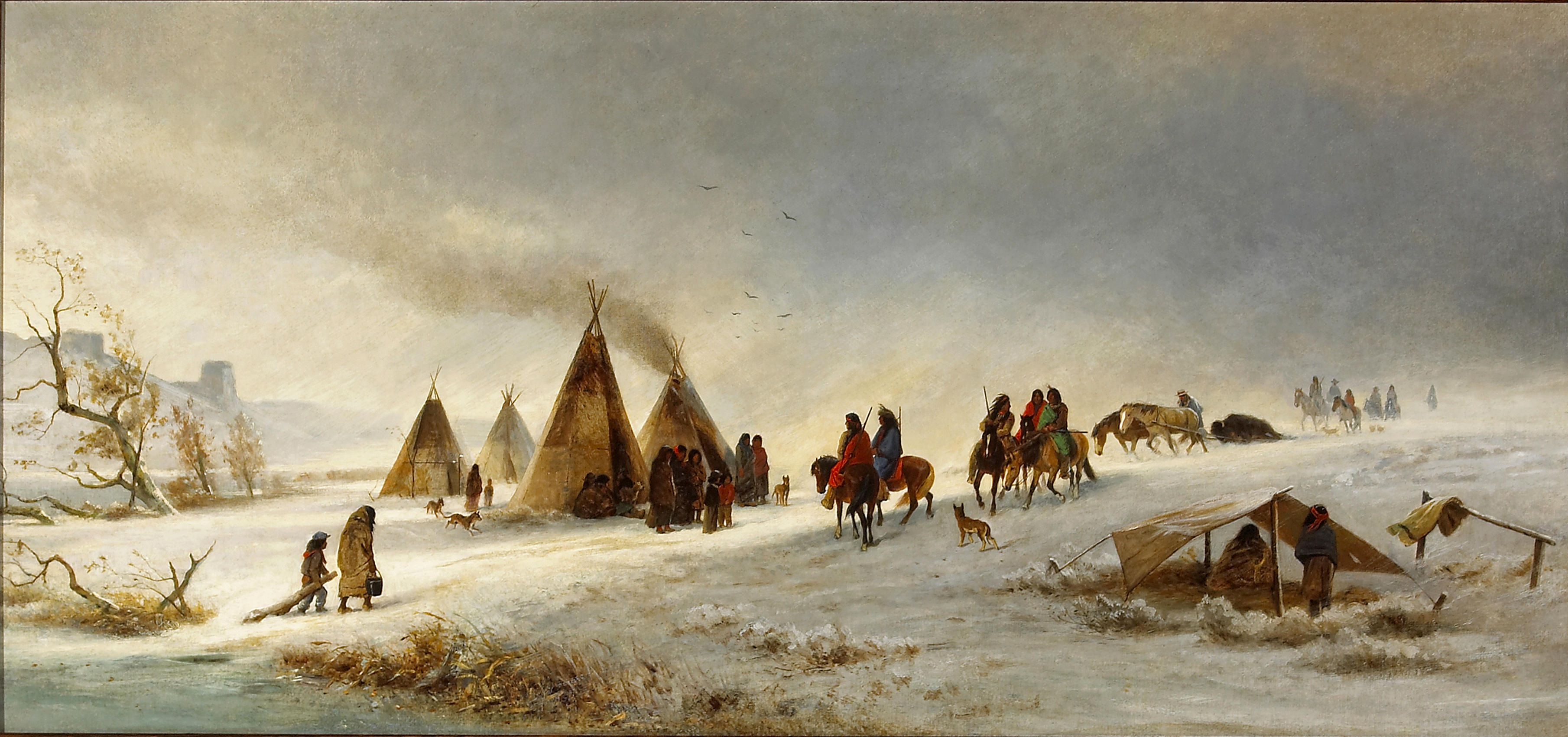
カール・ヴィルヘルム・ハーン作「雪の中のインディアン」(1880)

カール・ヴィルヘルム・ハーン（Carl Wilhelm Hahn、カール・ウィリアム・ハーン: Carl William Hahnとも、1829年1月7日 - 1887年6月8日）は、ドイツ生まれの画家である。1871年からアメリカ合衆国で活動し、アメリカの風俗などを描いた。

## 略歴
現在のザクセン州、ゲルリッツ郡のエーベルスバッハ（Ebersbach/Sa.）で織物職人の息子に生まれた。15歳から5年間、ドレスデン美術アカデミーで絵画を学び、ルートヴィヒ・リヒターに学んだ後、ユリウス・ヒューブナーに学んだ。
1851年にドレスデンの展覧会で賞を得た。1854年から1855年の間はデュッセルドルフで学び、日常の市民の生活を描く「デュッセルドルフ派」のスタイルに影響を受け、人物画や動物画を描くようになった。1857年から1870年の間は、デュッセルドルフの美術家協会、「Malkasten」の会員であった。ドレスデンやデュッセルドルフの展覧会に出展し、1860年代はアメリカの展覧会にも出展した。アメリカからデュッセルドルフに1869年から1871年の間、修行にきていたウィリアム・キース（1838-1911）と知り合った。アンドレアス・アッヒェンバッハやアルベルト・フラムに学んでいたキースをハーンも指導した。
1871年秋にアメリカに移住し、メイン州に住むウィリアム・キースを訪ねた。1871年に、キースと共同でボストンにスタジオを開いた後、1872年春に2人は西海岸のサンフランシスコに移り共同でスタジオを開いた。
1870年代にはサンフランシスコの有力な画家になり、サンフランシスコ美術協会(San Francisco Art Association)の会員になり、1876年には協会の議長になった。サンフランシスコに住み、カリフォルニアやネバダ、アラスカに写生旅行をした。 サンフランシスコの美術市場が不景気になったので、1878年にニューヨーク市に移り、ニューヨークのナショナル・アカデミー・オブ・デザインとブルックリン美術協会で展示を行った。1879年末にサンフランシスコに戻り、1880年と1881年はニューヨークとサンフランシスコで展覧会を開いた。1882年6月、53歳の時、結婚し、しばらくして、夫婦でヨーロッパを旅行し、ロンドンで娘が生まれた後、ドレスデンに滞在した。ドレスデンで1887年に58歳で突然亡くなった。未亡人は娘とともにアメリカに戻り、オークランドに住んだ。

## 作品

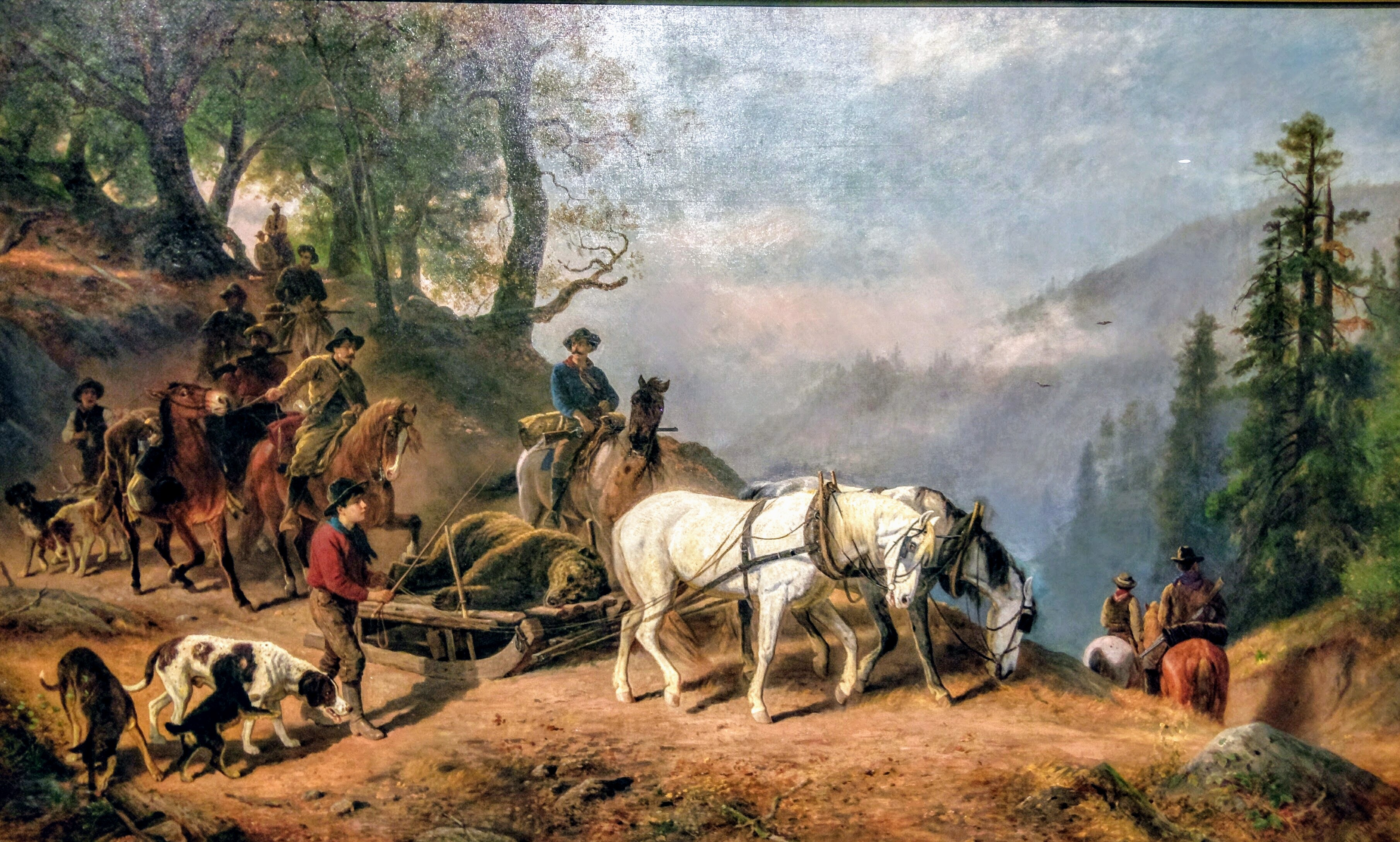
熊狩りからの帰還 (1882) Oakland Museum of California
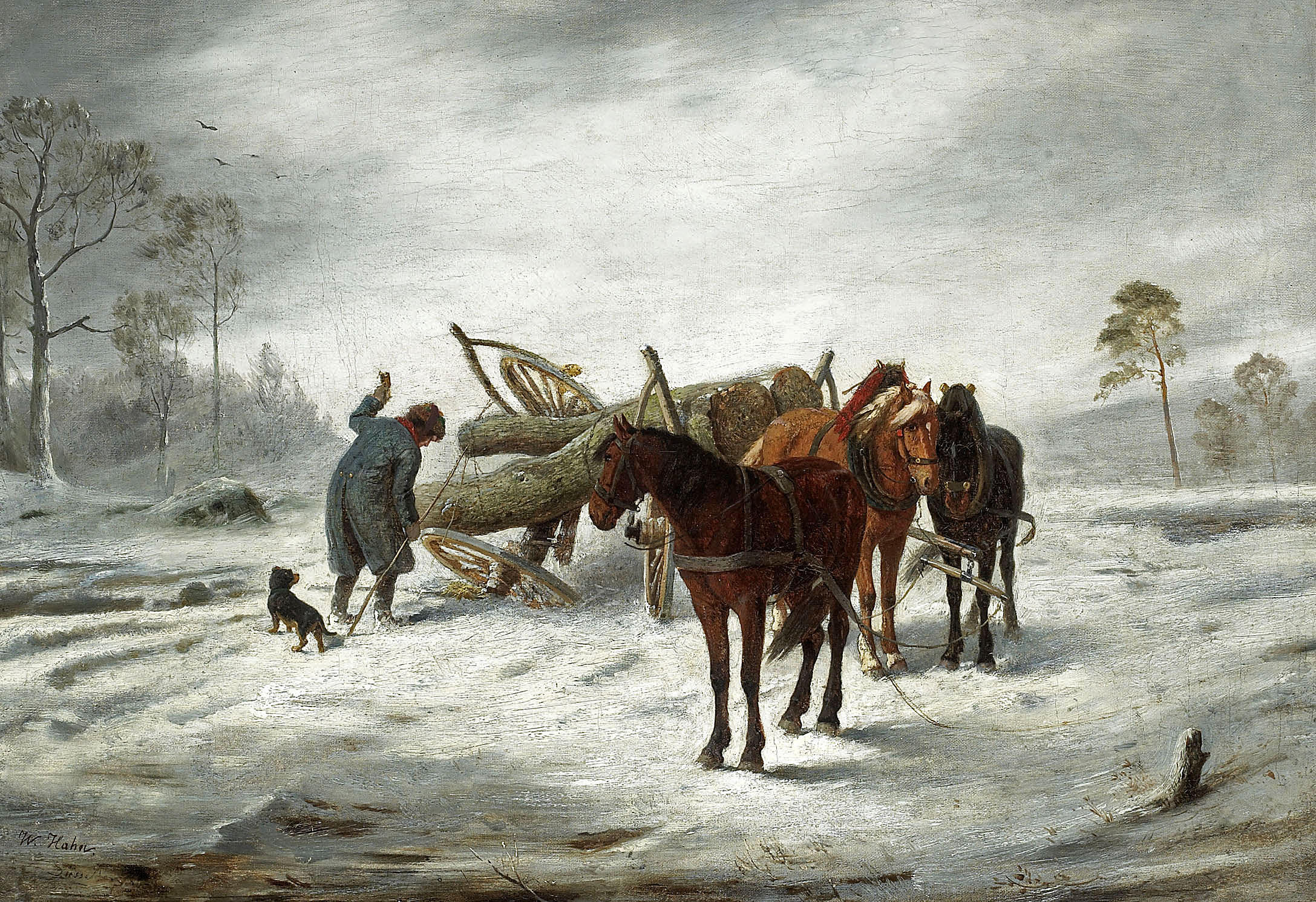
吹雪の中 、個人蔵
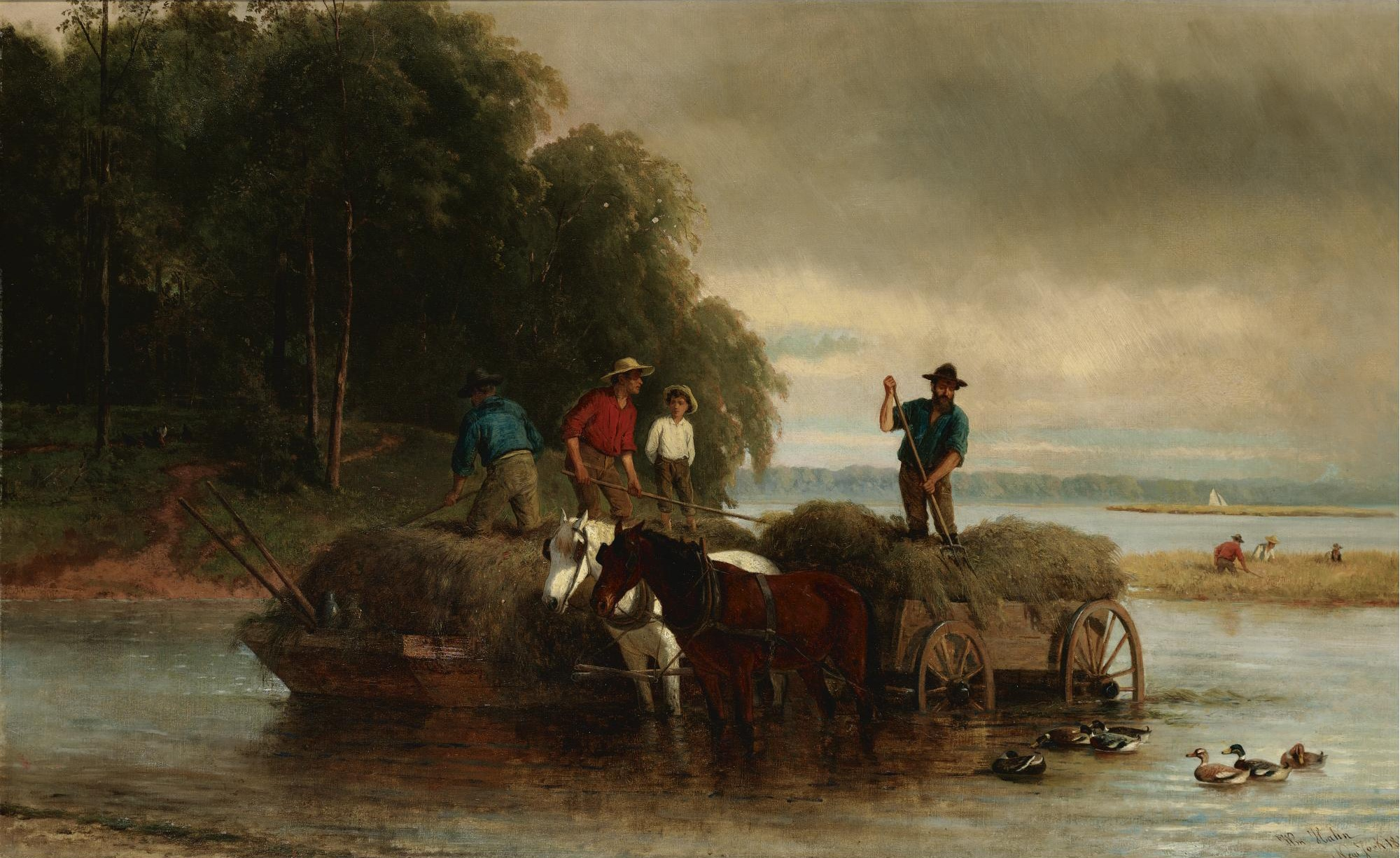
ニュージャージーの川で水辺の植物を集める人々(1875)